# Partizansko groblje u Mostaru
Partizansko spomen-groblje je spomenički kompleks u Mostaru posvećen poginulim partizanima NOP-a iz Mostara u Drugom svjetskom ratu. Podijeljen je u četiri povezane cjeline: prilaznu kompoziciju koja, prolazeći kroz sljedeće cjeline protkane simbolikom, prilazi gornjem dijelu, ustvari samom groblju podijeljenom na terase, a na kojima se nalazi 630 kamenih nadgrobnih ploča apstraktnog oblika koje podsjećaju na presječeno deblo stabla s uklesanim imenima poginulih boraca, pa sve do najviše terase na kojoj je postavljena velika fontana u obliku četveroslojnog zupčanika. Raznolikost etničkih pripadnosti, koja je razvidna iz imena ugraviranih na nadgrobnim obilježjima, svjedoči o etničkoj i vjerskoj raznolikosti onih koji su se borili u NOP-u. 

## Povijest

### Inicijativa za izgradnju
Godine 1959. mostarski političar Džemal Bijedić zatražio je od beogradskoga arhitekta Bogdana Bogdanovića izradu projekta za ovo spomeničko zdanje, predloživši da ga postavi u zapadnom dijelu grada na lokaciji poznatoj pod nazivom Biskupova glavica (do 1902. poznata kao Bakamovića glavica).

### Financiranje
Financiranje projekta osigurano je kombinacijom vladinih i trgovačkih grupacija, kao i donacijama tvrtki i pojedinačnim privatnim donacijama. Radovi na izgradnji započeli su 1960. godine. Za voditelja izgradnje bio je postavljen mostarski inženjer Ahmet Ribica. Za izgradnju su korištene velike količine materijala za popunjavanje i oblikovanje obronka, pri čemu su korišteni i ostatci ruševina od gradskih kuće srušenih tijekom Drugoga svjetskog rata. Da bi se napravilo mjesto za terasaste značajke spomenika, bilo je potrebno izvršiti opsežne iskope koji su izvedeni miniranjem stijenskog masiva obronka. Kamenoklesarske radove izveli su klesari s hrvatskoga otoka Korčule, koji su isklesali preko 12 000 komada vapnenca. Također, sukladno tadašnjoj politici, velik dio posla odradile su skupine dobrovoljaca s područja cijele Jugoslavije kroz organizirane Omladinske radne akcije. Izgradnja je započela u prosincu 1960. godine, a završena je 1965. godine. Radovi na spomeniku su se u razdoblju od 26. srpnja 1963. do 15. svibnja 1964. godine izvodili smanjenim intenzitetom (zbog potresa u Skoplju kada je došlo do nestašice cementa na tržištu).

### Završetak izgradnje
Službena svečanost otvorenja spomenika održana je 25. rujna 1965. godine, na dan kojim je obilježena 20. godišnjica povlačenja vojnih formacija iz Mostara. Osobno je Josip Broz Tito, tadašnji predsjednik Jugoslavije, svečano označio završetak radova i otvorio spomenik za javnost, kojom prilikom je rekao:[nedostaje izvor]

### Stanje spomenika nakon 1995.
U razdoblju od 1992. do 1995. groblje je oštećeno uslijed Rata u Bosni i Hercegovini. Nakon završetka rata spomen-groblje je nastavilo propadati zbog zapuštenosti i vandalizma. Prve inicijative za obnovu groblja pojavile su se 2003. godine kada je groblje bilo djelomično uređeno te ponovno otvoreno za javnost 9. svibnja 2005., prigodom šezdesete godišnjice završetka Drugoga svjetskoga rata. Komisija za očuvanje nacionalnih spomenika je 23. siječnja 2006. godine donijela Odluku kojom proglašava spomen-groblje nacionalnim spomenikom Bosne i Hercegovine.

#### Vandalizam
Još od 1990-ih godina groblje je česta meta vandala i nerijetko su na njemu osvanuli grafiti sa simbolima poput svastike.
U noći s 14. na 15. lipnja 2022. nepoznati su počinitelji uništili više od 600 nadgrobnih spomen-ploča.

## Dizajn
Bogdanović je stremio stvoriti zdanje poput nekropole, slično drevnim ruševinama pronađenima na Bliskomu istoku ili na antičkim etrurskim nalazištima. 
Govoreći o svom dizajnu spomen obilježja, Bogdanović otkriva da korištenjem „univerzalnih simbola elemenata sunca, planeta i mjeseca, spomenik postaje blizak svima i uspijeva se nametnuti kao autentični element prostora”.[nedostaje izvor]
Spomenik započinje dugim zavojitim makadamskim prilazom izrađenim od kamena iz Neretve koji, oponašajući drevne mostarske uske ulice znane kao sokaci, vode od svoga podnožja sve do kaskadnih terasa. Na vrhu bočnih zidova ulaznoga portala (minijaturnih pilona), postavljene su dvije apstraktne skulpture lavova. Bočno od ulaznoga portala, na obje strane, izgrađena su stubišta kojima se penje do makadamskih staza koje se spajaju u jednu, a ta vodi do šest razina širokih terasa. U produžetku ulazne građevine nalazi se tematski prostor koji asocira na klanac Neretve, a u njegovom središtu je oblikovana vodoravna, prema ulazu blago nagnuta fontana s kaskadnim tokom vode koja predstavlja Neretvu. U središnjem dijelu šeste i posljednje terase koja je na najvišoj koti, postavljena je velika fontana u obliku četveroslojnog zupčanika iz koje je voda izvirala i tekla niz terase uskim kanalom, a zatim niz obronke da bi na trenutak nestala a onda se pojavila kao izvor u horizontalnoj fontani u podnožju spomenika kod ulazne građevine. Primarni žarišni element ovih terasastih dijelova spomen obilježja je veliki kozmološki sunčani sat koji je postavljen u zidu na samome vrhu spomen-obilježja, odmah iza zupčaste fontane.

## Tehnički podatci
Tijekom radova, iskopano je i odvezeno 11 000 m3 zemlje, podignuto 4 750 m3 nasipa i u zidove ugrađeno 1 300 m3 betona. [nedostaje izvor] Drenažom je oborinska voda odvedena izvan zidova spomenika. Iz Dračeva kod Čapljine dopremljeno je 1 647 m3 kamena, a isklesano je 12 000 komada profiliranih kvadrova. U oblaganje zidova utrošeno je 1 193 m2 ploča od pločasto lomljenog kamena, pretežno skinutih sa starih mostarskih kuća koje je zamijenjenio crijep. Makadam, površine 871 m2, popločan je s 87 000 riječnih oblutaka. U njegove zelene površine posađeno je oko 1 200 sadnica različita ukrasna grmlja i drveća.[nedostaje izvor]

## Bogdanovićev umjetnički ciklus
Važno je istaknuti da je ovaj spomenik u Mostaru Bogdanovićev završetak njegovog umjetničkog ciklusa izražavanja iskonskih elemenata: kamena, zemlje, zraka, vatre i neba, kroz monumentalna djela. Kao što je detaljno opisano 1966. u časopisu "Arhitektura urbanizam", ovaj spomenik u Mostaru trebao je predstavljati "kamen", njegov rad u Cvjetni spomenik u Jasenovcu predstavlja "vodu", Spomen-groblje u Sremskoj Mitrovici predstavlja "vatru", Spomenik “Nepobeđeni” u Prilepu predstavlja ' "nebo", dok njegov rad Memorijalni kompleks Slobodište
 u Kruševcu predstavlja "zemlju".

## Galerija
- Pogled na zapušteni spomenik
- Ulaz na gornju, šestu terasu
- Gornja terasa
- Kozmološki sunčevi sat
- Zapuštena terasa s devastiranim pločama